# Nihovîci, Mostîska
Nihovîci (în ucraineană Ніговичі) este un sat în comuna Zaveazanți din raionul Mostîska, regiunea Liov, Ucraina.

## Demografie
Componența lingvistică a localității Nihovîci
     Ucraineană (100%)
Conform recensământului din 2001, toată populația localității Nihovîci era vorbitoare de ucraineană (100%).